# Haimaki Cohen
Haimaki (Haïm) Cohen (en grec moderne : Χαϊμακί Κοέν), né à Trikala en 1873 et décédé à Athènes en 1943, est un promoteur immobilier et homme politique grec d'origine juive sépharade. Il fut élu député en 1913 de Trikala, en Thessalie.

## Biographie
Fort de sa stature de promoteur immobilier fortuné, Haimaki Cohen avait tissé des liens étroits avec la famille royale grecque et soutenait plusieurs causes nationalistes, dont l'Énosis avec Chypre. À la suite d'une inondation en 1913, il hébergea la famille royale dans sa demeure. Sa situation lui permettait de faire le lien, sur les plans politique et culturel, entre monde grec et juif. Ainsi il plaida favorablement, en 1932, pour l'arrêt de la procédure d'expropriation visant le cimetière juif de Salonique. Bien que n'étant pas originaire de cette ville, il était un membre proéminent des instances communautaires et fut l'un des trois représentants juifs à accueillir le roi Georges II lors de sa visite à Thessalonique en 1936.
Marié à une citoyenne britannique née à Volos prénommée Rachel, Haimaki Cohen eut quatre fils, Elie, Alfred (dit « Fredy »), Jacques et Michel, ainsi qu'une fille, Tilde.
Pendant la Seconde Guerre mondiale, Alice de Battenberg cacha Rachel, la veuve d'Haimaki, et deux de leurs enfants, Tilde et Michel, ce qui valut à la princesse le titre posthume de Juste parmi les nations en 1993.